# Appignano
Appignano is een gemeente in de Italiaanse provincie Macerata (regio Marche) en telt 4043 inwoners (31-12-2004). De oppervlakte bedraagt 22,7 km², de bevolkingsdichtheid is 178 inwoners per km².

## Demografie
Appignano telt ongeveer 1444 huishoudens. Het aantal inwoners steeg in de periode 1991-2001 met 4,8% volgens cijfers uit de tienjaarlijkse volkstellingen van ISTAT.
| Jaar | Inwoneraantal |
| ---- | ------------- |
| 1991 | 3726          |
| 2001 | 3904          |

## Geografie
Appignano grenst aan de volgende gemeenten: Cingoli, Filottrano (AN), Macerata, Montecassiano, Montefano, Treia.